# José Garriga-Nogués y Garriga-Nogués
José Garriga-Nogués y Garriga-Nogués, II marqués de Cabanes (Barcelona, España 1902 - Barcelona., 3 de diciembre de 1985), fue un banquero español,no fue el fundador y si presidente del Banco Garriga Nogués. Tuvo también un destacado papel en el mundo del tenis, primero como jugador y posteriormente como el presidente más longevo de la historia de la Real Federación Española de Tenis, con 32 años (1938-1970) en el cargo.

## Biografía
Su padre era José Garriga-Nogués y Roig, I marqués de Cabanes (1877-1935), miembro de una importante familia de comerciantes y banqueros barceloneses de origen zaragozano. Junto a su primo, Rupert Garriga-Nogués y Miranda (1854-1928), había fundado en 1901 la banca Nogués Sobrinos, S. en C., de la que fue gerente. 
José Garriga-Nogués y Garriga-Nogués nació fruto del matrimonio de su padre con Pilar Garriga-Nogués y Coll, hija de su primo y socio. Tras la muerte de su padre, en 1935, heredó el marquesado, a la vez que se puso al frente del negocio financiero familiar, al que transformó de banco de valores en banco comercial. Fue en 1947 cuando la sociedad en comandita  Garriga Nogués Sobrinos dio paso a la sociedad anónima Banco Garriga Nogués, con José Garriga-Nogués y Garriga-Nogués ocupando los cargos de presidente del consejo de administración y de director general. Como su padre, fue también presidente del banco Sindicato de Banqueros de Barcelona, S.A. (1943-1951) y miembro del consejo de administración de la Sociedad General de Aguas de Barcelona.
En 1952 el Banco Español de Crédito (Banesto) adquirió el Banco Garriga Nogués, aunque la entidad conservó  independencia de gestión, por lo que José Garriga-Nogués se mantuvo en la presidencia hasta su muerte, en 1985.

### Como tenista y dirigente deportivo
Garriga-Nogués heredó la afición por el tenis de su padre, quien había llegado a presidir la federación catalana de este deporte de 1916 a 1920. Empezó a jugar a tenis durante sus estancias en Inglaterra y Francia, por motivos de estudios. Fue miembro del Club Lawn-Tenis Turó y llegó a formar parte del equipo español de Copa Davis en 1933, en una eliminatoria ante el Reino Unido disputada en Barcelona, aunque finalmente no participó en ninguno de los partidos puntuables y únicamente jugó un partido de exhibición, que perdió frente al británico Harry Lee.
Una vez retirado de las pistas, fue capitán del equipo español de Copa Davis en 1961 y del equipo de Copa Galea entre 1950 y 1964. Su trayectoria como dirigente deportivo se inició en el Real Club de Tenis Turó. Posteriormente presidió la Federación de Catalana de Tenis (1935-1939) y la Real Federación Española de Tenis (RFET) durante 32 años (1938-1970), el mandato más longevo de la historia. Tras dejar el cargo, fue nombrado presidente de honor de la RFET y recibió la medalla al Mérito Deportivo.